# Persone di cognome Castellani
| Questa pagina contiene informazioni ricavate automaticamente dalle voci biografiche con l'ausilio del template Bio e di un bot. L'aggiornamento è periodico e automatico e ricostruisce completamente la pagina. Se manca una persona in questa lista, sei pregato di non aggiungerla, ma accertati piuttosto che la sua voce biografica contenga il template Bio e che i dati anagrafici siano correttamente compilati. Se il template Bio manca, inseriscilo tu stesso o, in alternativa, metti l'avviso {{tmp\|Bio}} che ne segnala la mancanza. Se i dati riportati sono sbagliati, correggi direttamente la voce biografica; le modifiche saranno visibili in questa lista entro pochi giorni. Per chiarimenti vedi il progetto antroponimi. La lista contiene solo le 55 persone che sono citate nell'enciclopedia e per le quali è stato implementato correttamente il template Bio. Pagina aggiornata al 23 lug 2025. |

Questa è una lista di persone presenti nell'enciclopedia che hanno il cognome Castellani, suddivise per attività principale.

## Allenatori di pallacanestro(1)
- John Castellani, allenatore di pallacanestro statunitense (New Britain, n. 1926 - New Britain, † 2021)

## Allenatori di pallavolo(1)
- Daniel Castellani, allenatore di pallavolo e ex pallavolista argentino (Buenos Aires, n. 1961)

## Allenatori di tennis(1)
- Alberto Castellani, allenatore di tennis italiano (Perugia, n. 1948)

## Arbitri di calcio(1)
- Alberto Castellani, ex arbitro di calcio italiano (Verona, n. 1961)

## Arcivescovi cattolici(1)
- Benvenuto Italo Castellani, arcivescovo cattolico italiano (Cortona, n. 1943)

## Astrofisici(1)
- Vittorio Castellani, astrofisico, speleologo e archeologo italiano (Palermo, n. 1937 - Roma, † 2006)

## Astronomi(1)
- Flavio Castellani, astronomo italiano

## Attori(3)
- Bruto Castellani, attore italiano (Roma, n. 1881 - Roma, † 1933)
- Franco Castellani, attore italiano (Roma, n. 1915 - Roma, † 1983)
- Mario Castellani, attore italiano (Roma, n. 1906 - Roma, † 1978)

## Aviatori(1)
- Gori Castellani, aviatore e militare italiano (Ortona, n. 1902 - † 1974)

## Avvocati(1)
- Giovan Battista Castellani, avvocato, giurista e politico italiano (Cividale del Friuli, n. 1820 - Cividale del Friuli, † 1877)

## Calciatori(5)
- Bruno Castellani, calciatore italiano (Gradisca d'Isonzo, n. 1907)
- Carlo Castellani, calciatore italiano (Montelupo Fiorentino, n. 1909 - Gusen, † 1944)
- Gonzalo Castellani, calciatore argentino (Buenos Aires, n. 1987)
- Italo Castellani, calciatore, allenatore di calcio e dirigente sportivo italiano (Coriano, n. 1938 - Riccione, † 2013)
- Mariano Castellani, calciatore italiano (Quinto di Valpantena, n. 1903)

## Cantanti(1)
- Marco Castellani, cantante e paroliere italiano (Roma, n. 1981)

## Cantanti liriche(1)
- Luisa Castellani, cantante lirica italiana (Milano, n. 1959)

## Ceramisti(2)
- Guglielmo Castellani, ceramista italiano (Roma, n. 1836 - Roma, † 1896)
- Torquato Castellani, ceramista italiano (Roma, n. 1846 - Roma, † 1931)

## Giornalisti(2)
- Massimiliano Castellani, giornalista e scrittore italiano (Spoleto, n. 1969)
- Vittorio Castellani, giornalista e saggista italiano (Torino, n. 1962)

## Linguisti(2)
- Alberto Castellani, linguista italiano (Empoli, n. 1884 - Empoli, † 1932)
- Arrigo Castellani, linguista e filologo italiano (Livorno, n. 1920 - Firenze, † 2004)

## Medici(3)
- Aldo Castellani, medico e batteriologo italiano (Firenze, n. 1874 - Lisbona, † 1971)
- Carlo Castellani, medico italiano (Rosario, n. 1922 - Campiglia Marittima, † 2010)
- Chiara Castellani, medico e missionaria italiana (Parma, n. 1956)

## Militari(1)
- Bortolo Castellani, militare italiano (Belluno, n. 1905 - battaglia di Cheren, † 1941)

## Orafi(4)
- Alessandro Castellani, orafo, antiquario e collezionista d'arte italiano (Roma, n. 1823 - Napoli, † 1883)
- Alfredo Castellani, orafo e restauratore italiano (Roma, n. 1856 - Roma, † 1930)
- Augusto Castellani, orafo italiano (Roma, n. 1829 - Roma, † 1914)
- Fortunato Pio Castellani, orafo, antiquario e collezionista d'arte italiano (Roma, n. 1794 - Roma, † 1865)

## Pallavolisti(1)
- Iván Castellani, pallavolista argentino (Padova, n. 1991)

## Pittori(4)
- Enrico Castellani, pittore italiano (Castelmassa, n. 1930 - Celleno, † 2017)
- Gigi Castellani, pittore italiano (Vienna, n. 1908 - Cormons, † 1995)
- Giuliano Castellani, pittore italiano (Firenze - Pisa, † 1543)
- Leonardo Castellani, pittore e scrittore italiano (Faenza, n. 1896 - Urbino, † 1984)

## Politiche(1)
- Carla Castellani, politica italiana (Rieti, n. 1944)

## Politici(5)
- Giorgio Castellani, politico italiano (L'Aquila, n. 1943)
- Giovanni Castellani, politico e matematico italiano (Tolmezzo, n. 1935)
- Michel Castellani, politico francese (Bastia, n. 1945)
- Pierluigi Castellani, politico italiano (Spoleto, n. 1938)
- Valentino Castellani, politico e ingegnere italiano (Varmo, n. 1940)

## Registi(4)
- Francesco Castellani, regista e sceneggiatore italiano (Terni, n. 1961)
- Giorgio Castellani, regista e sceneggiatore italiano (Palermo, n. 1953 - Palermo, † 2011)
- Leandro Castellani, regista, sceneggiatore e autore televisivo italiano (Fano, n. 1933)
- Renato Castellani, regista e sceneggiatore italiano (Varigotti, n. 1913 - Roma, † 1985)

## Rugbisti a 15(1)
- Andrea Castellani, ex rugbista a 15 e allenatore di rugby a 15 italiano (L'Aquila, n. 1972)

## Scultori(1)
- Filandro Castellani, scultore italiano (Ancona, n. 1887 - Ancona, † 1942)

## Soprani(1)
- Carla Castellani, soprano italiano (Milano, n. 1906 - Milano, † 2005)

## Storici(1)
- Giuseppe Castellani, storico e numismatico italiano (Fano, n. 1858 - Fano, † 1938)

## Traduttori(1)
- Emilio Castellani, traduttore italiano (Milano, n. 1911 - Milano, † 1985)

## Tuffatori(1)
- Massimo Castellani, ex tuffatore italiano (Verona, n. 1961)

## Senza attività specificata(1)
- Roberto Castellani, italiano (Prato, n. 1926 - Prato, † 2004)